# Політика Канади
Політика Канади діє в рамках парламентської демократії та федеральної системи парламентського уряду з сильними демократичними традиціями. Канада є конституційною монархією, в якій голова держави — монарх. На практиці виконавчі повноваження керуються Кабінетом Міністрів, комітетом міністрів Корони, відповідальним перед обраним Палатою громад Канади та обраними та очолюваними Прем'єр-міністром Канади.
Канада часто називають «повною демократією», з традиціями лібералізму та поміркованою, центристською політичною ідеологією. Лівостороння політика ніколи не була визначною силою у канадському суспільстві. Мир, порядок і хороший устрій є чіткими цілями канадського уряду. Акцент на соціальній справедливості був відмінним елементом політичної культури Канади. Канада зробила акцент на рівності та включності всіх її громадян.
У країні існує багатопартійна система, законодавча практика якої є успадкованою із неписаних конвенцій і прецедентів, встановлених Вестмінстерським парламентом Сполученого Королівства. Дві домінуючі політичні партії в Канаді історично були Ліберальною партією Канади та Консервативною партією Канади (чи її попередниками), однак Нова демократична партія(НДП) підняла свою значущість і навіть загрожувала замінити дві раніше встановлені партії під час федеральних виборів 2011 року. Менші партії, такі як Квебецький націоналістичний блок та Партія зелених Канади, також змогли вплинути на політичний процес.
Канада розвинула варіацію Сполученого Королівства: партійна дисципліна в Канаді є сильнішою, ніж у прототипі, і більшість парламентських голосів вважаються рухом довіри, що, як правило, зменшує роль депутатів, які не є членами кабінету міністрів. Такі члени урядового комітету, а також молодші чи менш профільні члени опозиційних союзів, відомі під назвою «дубинщики». Проте, дубинщики можуть впливати на них, перебуваючи  в парламентських комітетах, таких як Комітет державного рахунку або Комітет національної оборони.

## Ситуація
Урядові структури Канади спочатку були створені Британським парламентом через Закон про Британську Північну Америку (нині відомий як Закон про Конституцію, 1867), але федеративна модель і розподіл повноважень були розроблені канадськими політиками. Особливо після першої світової війни громадяни самоуправлінних домініонів, таких як Канада, почали розвивати сильне почуття ідентичності, і в Декларації Бальфура 1926 року британський уряд висловив намір надавати повну автономію цим регіонам.
Таким чином, у 1931 році британський парламент прийняв Вестмінстерський статут, надаючи юридичне визнання автономії Канади та інших Домініонів. Після цього канадські політики не змогли досягти консенсусу щодо процесу внесення змін до конституції до 1982 року, тобто зміни до конституції Канади продовжували вимагати схвалення британського парламенту до цієї дати. Аналогічним чином, Судовий комітет Таємної ради в Англії продовжував приймати остаточне рішення щодо кримінальних апеляцій до 1933 року та цивільних апеляцій до 1949 року.

## Політична культура
Егалітарний підхід Канади до управління підкреслив соціальне забезпечення, економічну свободу та мультикультуралізм, який базується на вибіркових економічних мігрантах, соціальній інтеграції та придушенні радикальної політики, яка має широку громадську та політичну підтримку. Широкий спектр складових національностей та політика, що сприяють «справедливому суспільству», є конституційною. Індивідуальні права, рівність і всеосяжність (соціальна рівність) піднялися на передній план політичного та правового значення для більшості канадців, про що свідчить підтримка Хартії прав і свобод, відносно вільної економіки та соціально-ліберального ставлення до прав жінок, гомосексуальності, або вживання конопель. Існує також почуття колективної відповідальності у канадській політичній культурі, про що свідчить загальна підтримка універсальної системи охорони здоров'я, мультикультуралізму, контролю над дистриб'юцією зброї, іноземної допомоги та інших соціальних програм.
У Канаді домінують дві відносно центристські партії на федеральному рівні: лівоцентристська Ліберальна партія Канади та правоцентристська Консервативна партія Канади. Історично переважаючі позиції лібералів самі по собі розташовані в центрі політичної шкали з розташуванням консерваторів правої позиції, а Нова Демократична партія — лівої. У виборах до 2015 року було обрано п'ять партій, до складу яких увійшли представники федерального парламенту: Ліберальна партія, яка в даний час утворює уряд, Консервативна партія — офіційна опозиція, Нова демократична партія, Блок Квебеків та Партія зелених Канади.

## Громадська організація
Тип уряду
Вестмінстерська Федеральна парламентська демократія в рамках конституційної монархії.
Адміністративний поділДесять провінцій і трьох територій Альберта,  Британська Колумбія, Манітоба,      Нью-Брансуїк, Ньюфаундленд та Лабрадор, Північно-західні території , Нова Шотландія, Нунавут, Онтаріо, Острів Принца Едуарда, Квебека, Саскачеван, Юкон.

КонституціяВестмінтерська система, на основі неписаних конвенцій та письмового законодавства.
Правова системаАнглійське загальне право на всі справи всередині федеральної юрисдикції та у всіх провінціях і територіях, крім Квебеку, яке базується на цивільному праві, на основі домовленості Парижу в дореволюційній Франції, як це передбачено Цивільним кодексом Квебеку; приймає обов'язкову юрисдикцію Міжнародного Суду з застереженнями.

ГолосуванняГромадяни віком від 18 років. Тільки двоє дорослих громадянів Канади не можуть голосувати: головний виборчий офіцер та заступник головного виборчого офіцера. Генерал-губернатор має право голосу, але утримується від конституційного конвенції. Громадяни, які проживають за межами Канади на період більше 5 років, не беруть участь у голосуванні, починаючи з 2015 року.

### Монархія
Глава держави
Чарльз III , король Канади (з 6 травня 2023 р.).

НамісникДжулі Пайетт, генерал-губернатор Канади (з 2 жовтня 2017 року).

### Виконавча влада

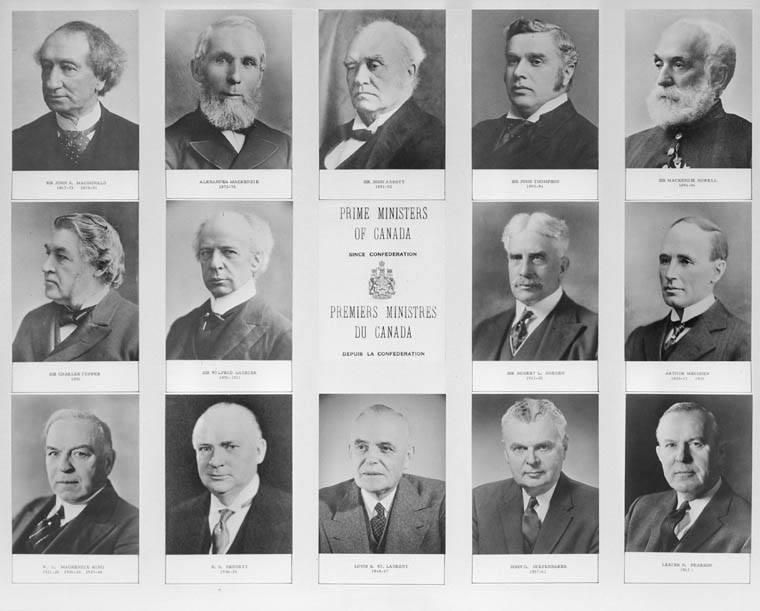
Канадські прем'єр міністри з 1867 до 1963. Прем'єр-міністр Канади вважається главою уряду.

Глава урядуПрем'єр-міністр Джастін Трюдо (з 4 листопада 2015 р.)
УрядМіністри (як правило, близько тридцяти) обираються прем'єр-міністром і призначаються генерал-губернатором для керівництва різними міністерствами та відомствами, як правило, з регіональним представництвом. Традиційно більшість, якщо не всі, міністри кабінету будуть членами власної партії лідерів у Палаті громад або Сенаті (див. Кабінет Міністрів Канади); однак це не передбачено законом чи конституцією, а іноді прем'єр-міністр призначає міністром кабінету члена іншої партії.

ВибориМонархія є спадковою. Генерал-губернатор призначається монархом за порадою прем'єр-міністра на невизначений строк, хоча традиційно це приблизно п'ять років. Після виборів до законодавства, лідер партії більшості в Палаті Громад зазвичай призначається генерал-губернатором, щоб стати прем'єр-міністром.

### Законодавча влада
Двопалатний парламент Канади складається з трьох частин: монарха, сенату та палати громад.
В даний час, сенат, який часто називають «регіональним» представництвом, налічує 105 членів, призначених генерал-губернатором за порадою прем'єр-міністра до 75 років. Він був створений з однаковим представництвом з кожної провінції: Онтаріо, Квебека, Приморського регіону і Західних провінцій. Проте, це в даний час є продуктом різних винятків, доповнень та компромісів, що означає, що регіональна рівність не спостерігається, як і представлення за кількістю населення. Нормальна кількість сенаторів може бути перевищена монархом за порадою Прем'єр-міністра, якщо додаткові сенатори розподіляються однаково по відношенню до регіону (до загальної кількості восьми додаткових сенаторів). Ця сила додаткового призначення була використана лише один раз, коли прем'єр-міністр Брайан Малруні подав клопотання королеві Єлизавети II про додання восьми місць до Сенату, щоб забезпечити прийняття Податкового законодавства про товари та послуги.

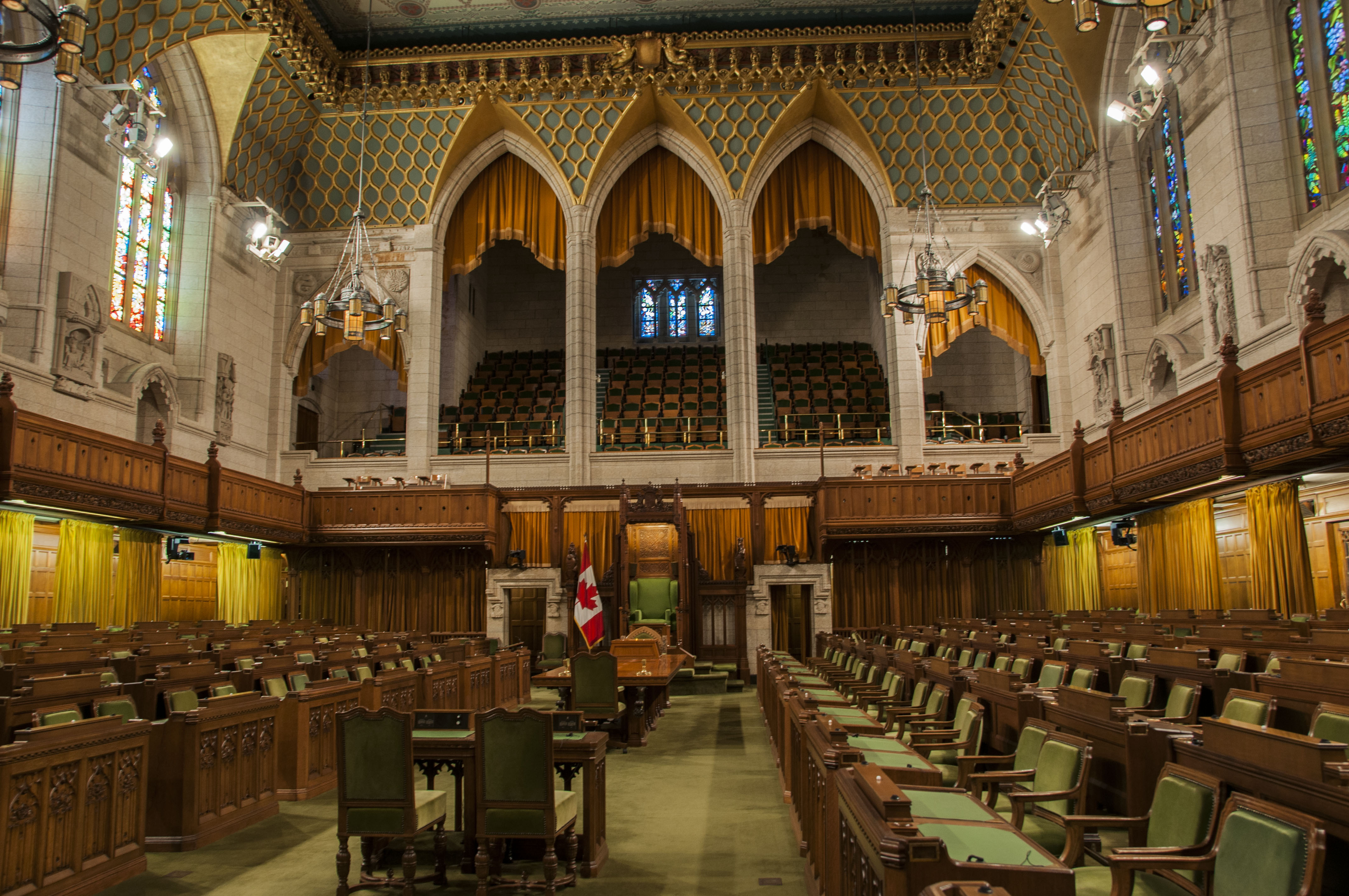
Палата Громад в Канаді.

Наразі палата громад має 338 членів, що обираються в одномандатних округах, в системі голосування з множинною системою (перша посада), а це означає, що члени повинні досягти лише множини (більшість голосів будь-якого кандидата), а не більшість (50 % плюс один) Виборчі округи також називаються рейдами.
Мандати не можуть перевищувати п'яти років; вибори мають відбутися до кінця цього часу. Цей фіксований мандат був перевищений лише один раз, коли прем'єр-міністр Роберт Борден сприйняв необхідність це зробити під час Першої світової війни. Розмірність палати та розподіл місць для кожної провінції переглядається після кожного перепису, що проводиться кожні п'ять років, і що базується на змінах населення та приблизно на представленні за кількістю населення.

### Уряд більшості та меншин
Канадці голосують лише за місцевого депутата парламенту (парламенту). Депутат не повинен бути членом будь-якої політичної партії: такі депутати відомі як незалежні. Коли ряд депутатів поділяють політичні погляди, вони можуть утворити орган, відомий як політична партія.
Закон про вибори в Канаді визначає політичну партію як «організацію, одна з основних цілей якої полягає в тому, щоб брати участь у державних справах, закріпивши одного або декількох її членів як кандидатів та підтримуючи їхні вибори». Формування та реєстрація федеральної політичної партії є двома різними речами. Немає законодавства, яке регулює формування федеральних політичних партій. Вибори в Канаді не можуть диктувати, як повинна бути сформована федеративна політична партія або як слід створити його правові, внутрішні та фінансові структури.
Партії обирають своїх лідерів на чергових виборах, для досягнення їх переможцем більше 50 % голосів. Як правило, партійний лідер виступає як кандидат в депутату під час виборів. Парламентська система Канади розширює можливості політичних партій та партійних лідерів. Якщо одна партія отримує більшість місць у Палаті громад, ця партія, як кажуть, має «уряд більшості». Через партійну дисципліну партійний лідер, котрий обирається лише одними виборами, здійснює значний контроль над кабінетом міністрів та парламентом.
Історично прем'єр-міністр і сенатори обрані генерал-губернатором як представник Королеви, хоча в сучасній практиці обов'язки монарха є лише церемоніальними. Отже, прем'єр-міністр, технічно обраний генерал-губернатором, призначений для всіх практичних цілей, вибраних партією з більшістю місць. Тобто партія, яка отримує більшість місць, звичайно утворює уряд, а лідер цієї партії стає прем'єр-міністром. Прем'єр-міністр не обирається безпосередньо загальним населенням, хоча прем'єр-міністр майже завжди обраний безпосередньо депутатом в межах свого виборчого округу. Сенатори, технічно обрані за схваленням монарха, урочисто обираються генерал-губернатором за порадою (для більшості практичних цілей авторитету) прем'єр-міністра.
Положення уряду меншини виникає тоді, коли партія, яка має більшість місць у Палаті Громад, має менше місць, ніж об'єднані опозиційні партії. У цьому сценарії, як правило, партійний лідер, чия партія має найбільше місць у Палаті, обирається генерал-губернатором для керівництва урядом, однак, для створення стабільності, обраний лідер повинен мати підтримку більшості палат, тобто вони потребують підтримка принаймні однієї іншої партії.

## Федерально-провінційні відносини

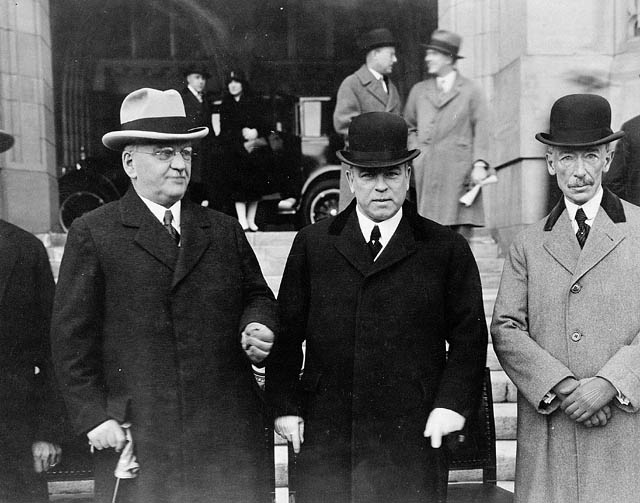
Прем'єр-міністр Канади та прем'єр-міністр Онтаріо, 1927.

У Канаді провінції вважаються співвласниками; суверенітет провінцій передається не генерал-губернатором або канадським парламентом, а через саму корону. Це означає, що Корона «розділена» на 11 юридичних юрисдикцій; в 11 «Коронах» — одина федеральна і десять провінційних.
Федерально-провінційні (або міждержавні, раніше Домініон-провінційні) відносини є регулярним питанням в канадській політиці: Квебек хоче зберегти і зміцнити свій відмітний характер, західні провінції хочуть більше контролювати свої багаті природні ресурси, особливо енергетичні запаси; Індустріалізована Центральна Канада стурбована своєю виробничою базою, а Атлантичні провінції прагнуть уникнути менш багатої долі, ніж решта країни.
Щоб забезпечити, соціальні програми, такі як охорона здоров'я та освіта постійним фінансуванням по всій Канаді, бідніші провінції отримують пропорційно більшу частку федеральних «трансфертів (вирівнювання)», ніж багатші. Більш багата провінція часто виступає за замороження трансфертних платежів або перебалансування системи на свою користь, виходячи з твердження про те, що вони вже платять більше податків, ніж отримують у федеральних урядових службах, а бідніші провінції часто надають перевагу збільшенню на тій підставі, що сума що вони отримують, є недостатньою для їх потреб.
Зокрема, протягом останнього десятиліття деякі вчені стверджували, що здійснення федеральним урядом його необмеженої конституційної влади призвело до напружених федерально-провінційних відносин. Ця влада, яка дозволяє федеральному уряду витрачати дохід в будь-який спосіб, що вона забажає, дозволяє йому переступити через конституційний розподіл повноважень шляхом створення програм, що посягають на сфери юрисдикції провінцій. Федеральна видатна влада не викладена в Законі про Конституцію 1867 року; однак, за словами апеляційного суду в Онтаріо, влада  може бути виведена з  державного боргу.
Головним прикладом здійснення витратної влади є Закон Канади про охорону здоров'я, який є умовним наданням грошей провінціям. Регулювання служб охорони здоров'я є, відповідно до Конституції, провінційною відповідальністю. Проте, надаючи фінансування, доступне провінціям згідно із Законом Канади про охорону здоров'я, залежно від надання послуг відповідно до федеральних стандартів, федеральний уряд має можливість впливати на доставку медичних послуг. Ця витратна влада у поєднанні з рішеннями Верховного Суду — такими, як Довідковий план Канади про надання допомоги — який стверджував, що фінансування, надане за рахунок витратної влади, може бути скорочено в односторонньому порядку в будь-який час, сприяло напруженим федерально-провінційним відносинам.

### Квебек і канадська політика
За винятком трьох недовговічних перехідних або меншинних урядів, прем'єр-міністри з Квебеку керували Канадою безперервно з 1968 року по початок 2006 року. Квебек керував урядами Ліберальних та Прогресивних Консерваторів у цей період.
Сьогодні очікується, що монархи, генеральні губернатори та прем'єр-міністри будуть як мінімум розуміти, якщо не вільно спілкуватися, англійською та французькою мовами. При виборі лідерів політичні партії віддають перевагу кандидатам, які вільно володіють двома мовами.
Крім того, згідно з законом, три з дев'яти посад у Верховному суді Канади повинні мати судді з Квебеку. Це представлення гарантує, що щонайменше три судді мають достатній досвід роботи з цивільно-правовою системою для розгляду справ, пов'язаних із законами Квебеку.

## Національна єдність
Канада має давню історію сепаратистських рухів (див. Сепаратистські рухи Канади). Національна єдність була головною проблемою в Канаді після примусового об'єднання Верхньої та Нижньої Канади в 1840 році.
Переважаючим і тривалим питанням щодо канадської національної єдності є постійний конфлікт між франкомовною більшістю у Квебеку та англомовною більшістю у решті Канади. Квебецькі постійні вимоги щодо визнання свого «чіткого суспільства» через особливий політичний статус призвели до спроб конституційної реформи, особливо з невдалими спробами змінити конституцію через Мех-Лейк-Аккорд та Шарлоттауновскую угоду (остання з яких була відхилена через національний референдум).
З тихої революції сувереніністичні настрої в Квебеку різко піддавалися патріатізації канадської конституції в 1982 році (без згоди Квебека) та невдалої спроби конституційної реформи. Два провінційні референдуми, у 1980 та 1995 роках, відхилили пропозиції щодо суверенітету з більшістю 60 % та 50,6 % відповідно. Беручи до уваги вузьку федералістську перемогу у 1995 році, уряд Кратьєна звернувся до Верховного суду Канади з 1998 року з приводу законності односторонніх провінційних сепаратистів. Суд вирішив, що одностороннє оголошення про відокремлення буде неконституційним. Це призвело до прийняття Закону про чіткість у 2000 році. 
Блок Квебекіс, суверенітетна партія, яка керує кандидатами виключно в Квебеку, була заснована групою депутатів, які покинули Прогресивно-консервативну партію (разом з кількома незахищеними депутатами-лібералами) і вперше висунули кандидатів на федеральних виборах 1993 року. З розпадом партії на цих виборах, Блок і ліберали були розглянуті в якості лише двох життєздатних партій у Квебеку. Таким чином, до виборів 2006 року будь-яка вигода від однієї сторони виникла за рахунок інших, незалежно від національної єдності. Тоді Блок отримав вигоду (із значним збільшенням загальної кількості місць) з враження корупції, яка оточувала Ліберальну партію у підсумку до виборів 2004 року. Проте, об'єднана Консервативна партія знову виникла як життєздатна партія в Квебеку, вигравши 10 місць на виборах 2006 року. На виборах 2011 року Новій Демократичній партії вдалося виграти 59 квебекських 75 місць, що суттєво скоротило кількість місць у кожній іншій партії. Приріст НДП майже знищив Блок, зменшивши його до 4 місць, значно нижче мінімального рівня 12 місць для статусу Офіційного представника.
Ньюфаундленд і Лабрадор також є проблемою національної єдності. Оскільки Домініон Ньюфаундленду був самоврядною країною, яка була рівною Канаді до 1949 року, серед великої частини населення існують великі, хоч і не координовані почуття націоналізму Ньюфаундленду та антиканадських настроїв. Частково це пов'язано із сприйняттям хронічного федерального неефективного управління рибальством, примусовим розселенням з ізольованих населених пунктів у 1960-х роках, уряд Квебеку все ще висуває неточні політичні карти, за якими вони забирають земельні ділянки лабрадорів, і сприймає, домінантність материкових канадців  над Ньюфаундлендсами. У 2004 році Перша партія Ньюфаундленду та Лабрадору оскаржувала провінційні вибори, а в 2008 році — у федеральних округах провінції. У 2004 році тодішній прем'єр-міністр Денні Вільямс наказав зняти всі федеральні прапори з урядових будівель, внаслідок втрати офшорних доходів для вирівнювання боргів. 23 грудня 2004 року прем'єр-міністр Вільямс зробив це заяву журналістам у Сент-Джонсі.
Західне відчуження — це інша концепція національної єдності, яка входить до канадської політики. Мешканці чотирьох західних провінцій, зокрема Альберта, часто були незадоволені відсутністю впливу та сприйняття з нерозумінням, коли жителі Центральної Канади вважають щось  «національними» питаннями. Хоча це, як видно, проявляється тому, що воно виявляється через багато можливостей (медіа, торгівля тощо), то в політиці це породило ряд політичних партій, основний виборчий округ яких знаходиться в Західній Канаді. До них належать Об'єднані фермери Альберти, які вперше виграли федеральні посади в 1917 році, Прогресивні (1921), Соціальний кредитний партія (1935), Федерація Співдружності Співдружності (1935), Партія Реконструкції (1935), Нова Демократія 1940) та нещодавно Реформаторська партія (1989).
Девіз партії  Реформ «Захід хоче в», відгукнувся коментарями, коли, після успішного злиття з Партії, партія-правонаступник обох партій, Консервативна партія виграла вибори 2006 року. Під керівництвом Стівена Харпера, який є депутатом від Альберти, було визнано, що перемога на виборах зробила «Захід» реальністю. Проте, незалежно від конкретних успіхів або невдач у виборах, концепція західного відчуження продовжує залишатися важливою у канадській політиці, особливо на провінційному рівні, де протистояння федеральному уряду є загальною тактикою провінційних політиків. Наприклад, в 2001 році група видатних альбертів випустила Порядок денний Альберти, закликаючи Альберту вживати заходів для повного використання своїх конституційних повноважень, як це робив Квебек.

## Політичні умови
З більшості джерел, Канада вважається дуже стабільною демократією. У 2006 році «Економіст» поставив Канадою третьою за демократичністю країною в своєму «Індексі демократії», попереду всіх інших країн Америки та випередив кожну нації, більш густонаселену, ніж сама. У 2008 році Канада отримала рейтинг «Світовий № 11» і знову випередила всі країни, що є більш густонаселеними, а № 1 — для Америк. (У 2008 році Сполучені Штати посіли Світовий № 18).
Ліберальна партія Канади, під керівництвом Пауля Мартіна, виграла перемогу в меншості на загальних виборах у червні 2004 року. У грудні 2003 року Мартін був успішним другом лібералом Жаном Кретьєном, який у 2000 році став першим прем'єр-міністром, який очолював три уряди підряд з 1945 року. Однак у 2004 році ліберали втратили місця в парламенті, вийшовши з 172 з 301 депутатських місць до 135 з 308, і з 40,9 % до 36,7 % у народному голосуванні. Канадський альянс, який успішно працював у Західній Канаді на виборчих дільницях 2000 року, але не зміг досягти значних зусиль на Сході, об'єднався з Прогресивно-консервативною партією для формування Консервативної партії Канади наприкінці 2003 року.
Вони продемонстрували помірні успіхи в кампанії 2004 року, отримавши свої місця від об'єднання Альянсу та Партії загалом з 78 місць у 2000 р. до 99 місць у 2004 р. Проте нові консерватори втратили популярність у голосуванні — з 37,7 % у 2000 році до 29,6 %. У 2006 році консерватори під керівництвом Стівена Харпера виграли уряд меншості з 124 місцями. Вони підвищили свій відсоток з 2004 року, отримавши 36,3 % голосів. Під час цих виборів консерватори також зробили великі прориви у Квебеку. Тут вони отримали 10 місць, тоді як у 2004 році в них не було місць.
На федеральних виборах 2011 року консерватори виграли уряди більшості з 167 місць. Вперше НДП стала офіційною опозицією, на 102 місця; ліберали закінчили на третьому місці з 34 місцями. Це були перші вибори, на яких Партія Зелених виграла місце, з лідером Елізабет Мей; Блок виграв 4 місця, втративши офіційний статус партії. 

### Регулювання: Консерватори при владі

Політичні зміни в Канаді 21 століття.

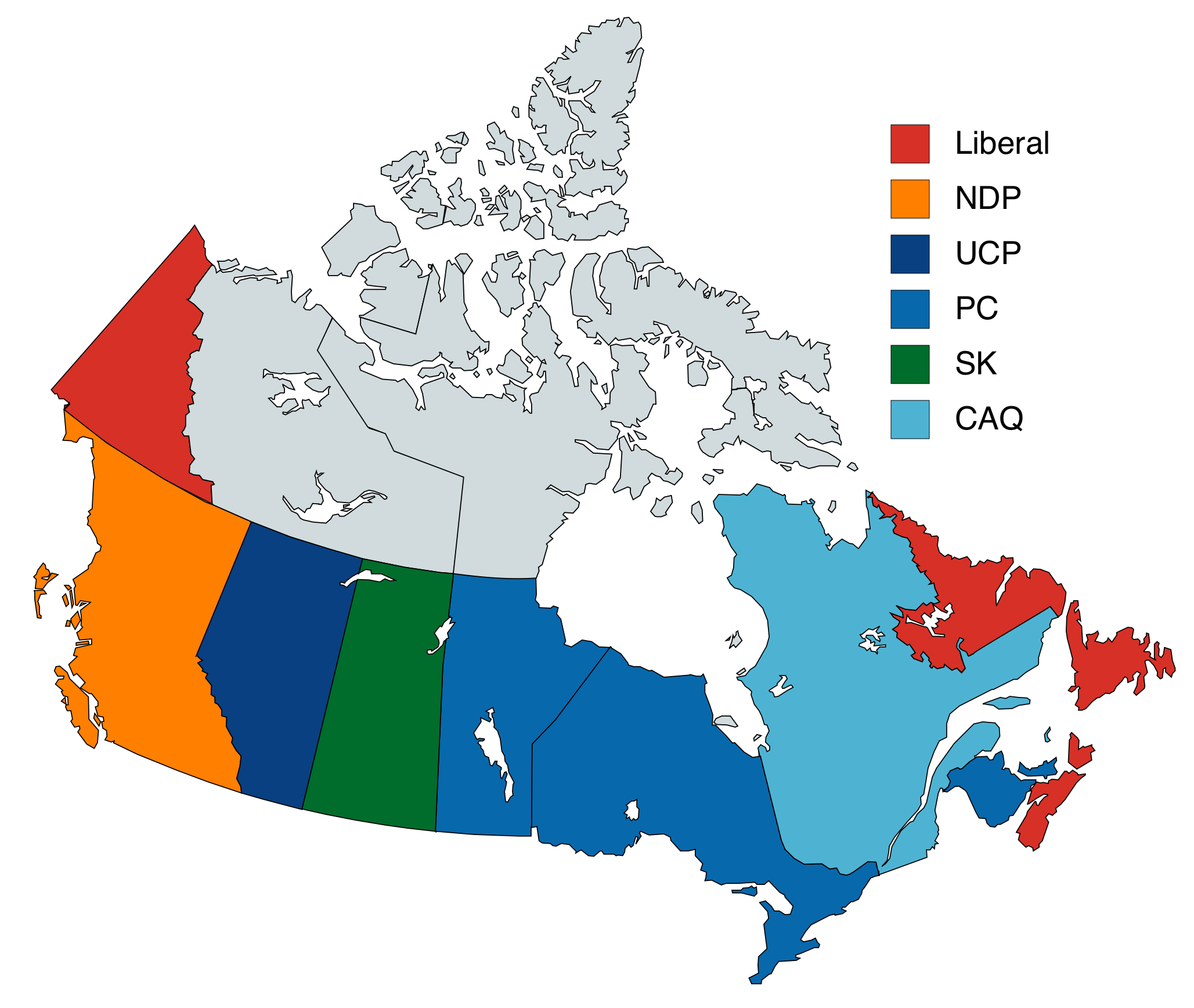
Правляча політична партія в кожній Канадській провінції. Різнобарвні провінції зображають коаліції або правління меншин.

Ліберальна партія після панування канадської політики з 20-х років минулого століття послабила свої позиції в перші роки 21-го століття. Як констатував Ланг (2010), вони втратили більшість у парламенті на виборах 2004 року, були переможені у 2006 році, а в 2008 році стали трохи більшими, що досягає найнижчого місця в десятилітті, а саме лише 26 % народних голосів. Крім того, сказав Ланг (сам Ліберал), його перспективи «настільки ж похмурі, як і коли-небудь». На виборах 2011 року ліберали зазнали нищівної поразки, намагаючись забезпечити лише 18,9 % частки голосування і лише 34 місця. В результаті, ліберали втратили свій статус як офіційну опозицію до НДП.
Пояснюючи ці тенденції, Behiels (2010) синтезував основні дослідження і повідомив, що «велика кількість журналістів, політичних радників та політиків стверджують, що з'являється нова парадигма політичної партії». Він стверджував, що бачить нову владну конфігурацію на основі правої політичної партії, здатної різко змінити традиційну роль держави (федеральної і провінційної) в XXI столітті. Behiels сказав, що, на відміну від Брайана Малруні, який спробував, але не спромігся заперечити довготривале домінування лібералів, спроба Гарпера виявилася більш визначеною, систематичною та успішною.
Багато коментаторів думали, що це означало велику перебудову. Економіст зазначив, що «вибори є найбільшою перебудовою канадської політики з 1993 року». Лоуренс Мартін, коментатор для «Глобуса та пошти», сказав: "Гарпер завершив чудову реконструкцію канадського політичного ландшафту, який витримав більше століття. Перестановка розглядала як старі партії, такі як прогресивні консерватори та ліберали були усунені або маргіналізовані ". Маклейн сказав, що вибори позначили «безпрецедентне переосмислення канадської політики» як «консерватори тепер можуть замінити лібералів природною правлячою партією в Канаді».
Незважаючи на похмуру перспективу та погані результати попередніх опитувань, коли вибори в 2015 році було проведено, ліберали під час правління Джастіна Трюдо мали безпрецедентне повернення, і перестановка була доведена лише тимчасово. Отримавши 148 місць, вони вперше з 2000 року отримали уряди більшості. «Торонто Стар» стверджував, що повернення повертається «прямо до книг історії», і що ім'я Харпера «назавжди буде з'єднано з тим, що його» Ліберальна Немезида знайла своє місце в Канадських виборчих літописах ". Спенсер МакКей за національну посаду висловив думку, що "можливо, ми стали свідками відродження канадської природної правлячої партії.

### Реформа фінансування партії
Зміни в фінансуванні були зроблені, щоб забезпечити більшу залежність від особистих внесків. На особисті пожертвування федеральним партіям та кампаніям накладаються податкові пільги, хоча сума податкових пільг залежить від наданої суми. Також отримують вигоду від цього лише люди, які платять податок на прибуток.
Хороша частина міркування про зміни у фінансуванні полягала в тому, що фінансування профспілок або бізнесу не повинно мати жодного впливу на федеральне фінансування виборів, оскільки це не внески громадян і вони не є рівномірно розподілені між сторонами. Їм все ще дозволяється робити внесок у вибори, але лише незначною мірою. Нові правила заявили, що партія повинна була отримати 2 % голосів по всій країні, щоб отримати загальне федеральне фінансування для партій. Кожен голос отримав певну суму долара за партію (приблизно 1,75 дол. США) у майбутньому фінансуванні. Для початкового виплати апроксимації були зроблені на основі попередніх виборів. НДП отримав більше голосів, ніж очікувалося (його національна частка голосів піднялася), тоді як нова Консервативна партія Канади отримала менше голосів, ніж було оцінено, і було запропоновано відшкодувати різницю. Квебек був першою провінцією, яка реалізувала подібну систему фінансування за багато років до зміни фінансування федеральних партій.
Федеральні фонди розподіляються щоквартально на партії, починаючи з початку 2005 року. На даний момент ця затримка виплат залишає ПДП та Партію Зелених в кращому становищі для боротьби з виборами, оскільки більшою мірою вони покладаються на окремих вкладників, а не на федеральних. Партія Зелених тепер отримує федеральні кошти, оскільки вона вперше отримала достатню частку голосів на виборах 2004 року.
У 2007 році з'явилися повідомлення про фінансову лазівку, яка «може сукупно перевищувати легальну межу більш ніж на 60 000 доларів» через анонімні повторювані пожертвування у розмірі 200 доларів на кожен виїзд учасників з корпорацій чи профспілок. У той час для кожної особи правовий річний внесок доходу становив 1100 доларів США для кожної сторони, 1100 доларів США для об'єднань кожної із сторін, а в рік виборів — ще 1100 доларів для кожної партії. Всі три ліміти збільшуються щороку 1 квітня, залежно від рівня інфляції.